# Ilimsk
Ilimsk (ros. Илимск) – rosyjska twierdza, a potem miasto nad brzegiem rzeki Ilim, dopływu Angary.
Założony w 1630, początkowo znany jako Ilimski ostróg. Od 1764 miał prawa miejskie. W czasach sowieckich stracił te prawa i stał się wsią. W wyniku budowy Angarskiej Elektrowni Wodnej Ilimsk został zatopiony pod koniec lat 70. XX w. Wcześniej, od 1967 do 1975 przeprowadzono bardzo szczegółowe prace archeologiczne na terenie osady, a na ich bazie prowadzi się rekonstrukcję całego ostrogu w parku etnograficznym Talcy koło Irkucka. Tam też przewieziono z Ilimska cerkiew Kazańską i Spaską basztę.
Od 1792 do 1796 był tu na zesłaniu Aleksandr Radiszczew.